# Zhong (Taizhong)
Zhong (chiń. upr. 中区; chiń. trad. 中區; pinyin Zhōng qū; Wade-Giles Chung ch’ü) – dzielnica (chiń. 區, qū) w rejonie miejskim miasta wydzielonego Taizhong na Tajwanie. 
23 czerwca 2009 komitet przy Ministrze Spraw Wewnętrznych Republiki Chińskiej zarekomendował scalenie dotychczasowego powiatu Taizhong (chiń. trad. 臺中縣; pinyin Táizhōng xiàn) i miasta Taizhong (chiń. trad. 臺中市; pinyin Táizhōng xiàn) w miasto wydzielone (chiń. 直轄市, zhíxiáshì); dotychczasowe dzielnice miasta Taizhong, jak Zhong, stały się dzielnicami miasta wydzielonego (chiń. 區, qū). Ustawa weszła w życie 25 grudnia 2010 roku.
Populacja dzielnicy Zhong w 2016 roku liczyła 18 708 mieszkańców – 9413 kobiet i 9295 mężczyzn. Liczba gospodarstw domowych wynosiła 7978, co oznacza, że w jednym gospodarstwie zamieszkiwało średnio 2,34 osób.

## Demografia (2011–2016)
| Rok  | Liczba ludności | Gęstość zaludnienia | Kobiety | Mężczyźni | Gospodarstwa domowe |
| ---- | --------------- | ------------------- | ------- | --------- | ------------------- |
| 2011 | 21 610          | 24 548              | 10 909  | 10 701    | 8224                |
| 2012 | 20 647          | 23 454              | 10 388  | 10 259    | 8058                |
| 2013 | 20 008          | 22 728              | 10 070  | 9938      | 7961                |
| 2014 | 19 323          | 21 950              | 9721    | 9602      | 7848                |
| 2015 | 19 020          | 21 606              | 9519    | 9501      | 7879                |
| 2016 | 18 708          | 21 251              | 9413    | 9295      | 7978                |